# Structuurregime
Lo structuurregime è un modello di governo d'impresa previsto dal diritto olandese. Vi sono sottoposte le società con più di cento lavoratori olandesi e un capitale sociale di almeno 16 milioni di euro. Le multinazionali invece ne sono escluse perché la maggior parte dei lavoratori si trova fuori dai Paesi Bassi.
Tale regime prevede una gravissima limitazione per i soci: non possono eleggere gli amministratori, al fine di tutelare e assicurare la rappresentanza degli interessi dei lavoratori nell'organo amministrativo.
Il meccanismo allora prevede una elezione per cooptazione poiché sono gli stessi consiglieri di sorveglianza a scegliere i propri successori.
A tale scelta è riconosciuto il potere in capo ai soci e ai consigli dei lavoratori di opporsi, ma soltanto quando i soggetti scelti apparissero non in grado di rappresentare gli interessi dei lavoratori o dei soci oppure manifestamente non qualificati o dotati delle adeguate competenze.